# بول ريزر
بول ريزر (بالإنجليزية: Paul Reiser)‏ ممثل أمريكي من مواليد 30 مارس 1957.

## مواقع خارجية
- بول ريزر على موقع IMDb (الإنجليزية)
- بول ريزر على موقع ميتاكريتيك (الإنجليزية)
- بول ريزر على موقع روتن توميتوز (الإنجليزية)
- بول ريزر على موقع ألو سيني (الفرنسية)
- بول ريزر على موقع ميوزك برينز (الإنجليزية)
- بول ريزر على موقع أول موفي (الإنجليزية)
- بول ريزر على موقع قاعدة بيانات الأفلام السويدية (السويدية)
- بول ريزر على موقع إن إن دي بي (الإنجليزية)
- بول ريزر على موقع أول ميوزيك (الإنجليزية)
- بول ريزر على موقع ديسكوغز (الإنجليزية)